# Bryce Johnson
Bryce Johnson (nascido em 18 de abril de 1977) é um ator americano.

## Início da vida
Johnson foi criado em Reno, Nevada, antes de se mudar para Denver no Colorado aos 5 de idade com sua mãe recém-divorciada e seus dois irmãos onde se formou no ensino médio em 1995. Posteriormente, a família mudou-se para Sioux City em Iowa onde Bryce participou de aulas de teatro no colégio da comunidade local antes de decidir embarcar em sua carreira de ator.

## Carreira
Dirigiu-se para Hollywood aos 19 anos depois que sua mãe o incentivou a não entrar para a marinha. Enquanto trabalhava em vários empregos para pagar as contas, ele procurou em busca de audições e se matriculou na Pasadena's American Academy of Dramatic Arts. Ele estava recebendo pequenos papeís até a sua grande chance veio em 1999, quando ele foi escalado como Josh Ford para a série Popular da Warner Bros. Também nesse ano, ele fez parte do elenco da série da MTV Undressed.
Depois que o show terminou, em 2001, ele continuou na plataforma de projetos com papéis de pequena escala com Dawson Creek, Gilmore Girls e outros espectáculos adolescentes.
No momento em que ele se aproximou de sua meados dos 20 anos, ele disse que queria se arriscar mais em papéis mais maduros e desafiadores tentando ficar longe do gênero adolescente.

## Filmografia
| 2014      | North of Hell                     |                                                      | Filming |
| 2013      | Glee (TV Series)                  | Cody (1 Episódio) - Previously Unaired Christmas     |         |
| 2013      | Anger Management (TV Series)      | Mike (1 Episódio) - Charlie Dates Crazy, Sexy, Angry |         |
| 2013      | The Client List (TV Series)       | Detective Dunbar                                     |         |
| 2012      | Hit List                          | Chad                                                 |         |
| 2011      | Death Valley (TV Series)          | Officer Billy Pierce                                 |         |
| 2010      | Lone Star (TV Series)             | Drew Thatcher                                        |         |
| 2010-2016 | Pretty Little Liars (Série de TV) | Detective Darren Wilden                              |         |
| 2010      | NCIS (TV Series)                  | Navy Lieutenant David Shankton                       |         |
| 2009      | CSI: NY (TV Series)               | Nick 'Cool' Emerson                                  |         |
| 2009      | CSI (TV Series)                   | Mark Baker                                           |         |
| 2009      | Drop Dead Diva (TV Series)        | Eric Hayes                                           |         |
| 2009      | Hulk Vs                           | Bruce Banner (voz)                                   |         |
| 2008      | Major Movie Star                  | Derek O'Grady                                        |         |
| 2008      | The Mentalist (TV Series)         | Ranger Kyle                                          |         |
| 2007      | Doctor Strange                    | Dr. Stephen Strange (voz)                            |         |
| 2006      | Sleeping Dogs Lie                 | John                                                 |         |
| 2005      | Nip/Tuck (TV series)              | Corporal Oliver Brandt (1 episode) - Abby Mays       |         |
| 2005      | House MD (TV series)              | James (1 Episódio) - Acceptance                      |         |
| 2005      | What I Like About You (TV series) | Chris (1 episódio) - Girls Gone Wild                 |         |
| 2005      | Still Life (TV series)            | Jake Morgan                                          |         |
| 2004      | Home of Phobia                    | Tazwell                                              |         |
| 2004      | Harry + Max                       | Harry                                                |         |
| 2004      | Bring It On Again                 | Greg                                                 |         |
| 2003      | Chasing Papi                      | Bellboy                                              |         |
| 2003      | The Skulls III                    | Roger Lloyd                                          |         |
| 2001      | Dawson's Creek (TV Series)        | Library Guy (1 Episódio) - Four Scary Stories        |         |
| 2001      | Gilmore Girls (TV series)         | Paul (1 Episódio) - Run Away Little Boy              |         |
| 1999      | Puzzled                           | Dominick                                             |         |
| 1999      | Popular                           | Josh Ford (1999–2001)                                |         |
| 1999      | Undressed (TV series)             | Cliff (1999)                                         |         |
| 1999      | Saving Graces                     | Cammy Whitemore                                      |         |
| 2013      | Supernatural                      | Sal (Monstro)                                        |         |